# Джонс, Коби
Ко́би Джонс (англ. Cobi Jones; 16 июня 1970, Детройт, Мичиган, США) — американский футболист. Был полузащитником с 1994 по 2007 год, начав свою карьеру в Англии с Премьер-лиги в клубе «Ковентри Сити». Джонс — один из ключевых игроков американской национальной сборной звёзд, которые возвратились из-за границы, чтобы помочь новой американской футбольной лиге. До этого сыграл половину сезона в бразильском клубе «Васко да Гама». Является лидером по числу матчей в национальной сборной США по футболу и членом Национального футбольного Зала славы.

## Ранняя карьера
Джонс вырос в Южной Калифорнии. Начал играть в футбол в возрасте 5-и лет в AYSO в Уэстлейк-Виллидж, Калифорния. После окончания школы Уэстлейк Джонс стал игроком колледжа, сделав престиж команде Калифорнийского университета в Лос-Анджелесе как игрок, не получающий спортивную стипендию, и впоследствии стал одним из самых успешных футболистов-выпускников. Во время учёбы являлся членом международного братства «Лямбда Хи Альфа».

## За границей
После чемпионата мира 1994 года, который проводился в США, Джонс подписал контракт с «Ковентри Сити», где он провёл один сезон. Джонс был запасным игроком в течение того сезона и забил только 2 гола. В течение этого сезона в английской Премьер-лиге стало ясно, что Джонсу не хватает техники и сообразительности, чтобы конкурировать на должном уровне. Главное достоинство Джонса, быстрый бег, не отмечен руководством «Ковентри» из-за нехватки игровой практики в клубе. Джонс тренировался с «Кёльном» немецкой Бундеслиги до перехода в бразильский клуб «Васко да Гама», после успешного выступления в американской национальной сборной в Кубке Америки 1995 года. После всего нескольких месяцев в Бразилии Джонс подписал контракт с «Лос-Анджелес Гэлакси».

## «Лос-Анджелес Гэлакси»
Лучшим годом Джонса в «Лос-Анджелес Гэлакси» стал 1998, когда он стал вторым в МЛС с 32 очками (19 голов и 13 результативных пасов). Он вошёл в символическую десятку лучших МЛС, и его также признали лучшим американским футболистом года. В 2005 он стал последним игроком в МЛС, оставаясь в первоначальном составе своей команды с 1996 года.
Джонс объявил 19 марта 2007 года, что он закончит карьеру футболиста после сезона. Он сыграл свою последнюю игру с «Лос-Анджелес Гэлакси» 21 октября 2007 года. Клуб оставил номер 13 за ним, сделав этот номер первым закреплённым в истории МЛС. Джонс закончил карьеру в «Лос-Анджелес Гэлакси» с 306 матчами и 70 голами (клубный рекорд).
9 ноября 2007 Джонса назначили помощником тренера «Лос-Анджелес Гэлакси». После отставки Рууда Гуллита, 11 августа 2008 Джонс временно исполнял обязанности главного тренера, пока «Лос-Анджелес Гэлакси» не наняла Брюса Арену, который возглавлял национальную сборную США.
В январе 2011 года Джонс покинул «Лос-Анджелес Гэлакси» чтобы занять место заместителя директора по футболу клуба «Нью-Йорк Космос», где работал до 2012 года.

## Сборная США
Джонс до сих пор является рекордсменом национальной сборной США по количеству сыгранных матчей — 164, забив 15 голов. Он участвовал в чемпионатах мира 1994, 1998 и 2002 годов. Вошёл в символическую сборную Золотого кубка КОНКАКАФ 2000 года и выиграл Золотой кубок КОНКАКАФ 2002 года. Он также представлял свою страну на летних Олимпийских играх 1992 года в Барселоне. После игры в Кубке Америки 1995 года он стал популярным игроком в Латинской Америке, где он известен под прозвищем «Эскобилон» («Тупфер») из-за обесцвеченных волос и схожего произношения его имени — Коби Джонс и «эскобилон».

## Достижения
Сборная США
- Золотой кубок КОНКАКАФ: 2002

Лос-Анджелес Гэлакси
- Кубок чемпионов КОНКАКАФ: 2000
- Кубок MLS (2): 2002, 2005
- Supporters’ Shield (2): 1998, 2002
- Открытый кубок США (2): 2001, 2005

## Личная жизнь
12 сентября 2009 в Калифорнии Джонс женился на давней подруге Ким Риз, у них родились двое сыновей — Кайден и Кай.